# Müller (fotbalista)
Müller, vlastním jménem Luís Antônio Corrêa da Costa (* 31. ledna 1966 v Campo Grande) je bývalý brazilský fotbalový útočník, člen vítězného týmu z mistrovství světa ve fotbale 1994.
Svoji fotbalovou přezdívku si dal podle Gerda Müllera. Byl sice pravák, ale hrával obvykle na levém křídle.  Většinu kariéry strávil v São Paulo FC, s nímž vyhrál Campeonato Brasileiro Série A v letech 1987 a 1991, Pohár osvoboditelů 1992 a 1993 a Interkontinentální pohár 1993, kdy vstřelil rozhodující gól do sítě AC Milán. Hrál také za Torino FC a Kashiwa Reysol. V reprezentačním dresu odehrál 56 zápasů a zaznamenal 12 branek, zúčastnil se tří světových šampionátů v letech 1986, 1990 (kdy vstřelil dvě branky v zápasech proti Kostarice a Švédsku) a 1994, kdy získal titul mistra světa, i když nastoupil pouze na posledních deset minut zápasu s Kamerunem v základní skupině. Po ukončení aktivní kariéry se živil jako příležitostný fotbalový komentátor, což mu ale stačilo jen na nejnutnější obživu.